# 24e législature de la Saskatchewan
La 24e législature de la Saskatchewan est élue lors des élections générales de septembre 1999. Le Nouveau Parti démocratique est au pouvoir avec Roy Romanow à titre de Premier ministre jusqu'à sa démission en 2001 et son remplacement par Lorne Calvert.
Aboutissant sur une législature divisée avec un nombre de députés du parti au pouvoir du même nombre que le nombre de députés de l'opposition, Romanow négocie une coalition avec le parti libéral. Les trois députés libéraux obtiennent alors un poste au cabinet. Par la suite, Jack Hillson démissionne du cabinet et siège comme député indépendant. En 2001, le nouveau chef libéral, David Karwacki (en), ordonne la fin de la coalition. Malgré cela, les députés Jim Melenchuk (en) et Ron Osika (en) demeurent dans la cabinet et quittent le caucus libéral pour siéger comme indépendants. Lors des élections de 2003, ils se présentèrent avec les Néo-démocrates, mais perdirent tous deux dans leur circonscription.
Le rôle de chef de l'opposition officielle est assumé par Elwin Hermanson du Parti saskatchewanais.

## Membres du Parlement
Les membres du Parlement suivants sont élus à la suite de l'élection de 1999 :
|  | Circonscription électorale | Membre               | Parti           |
|  | -------------------------- | -------------------- | --------------- |
|  | Arm River                  | Greg Brkich          | Saskatchewanais |
|  | Athabasca                  | Buckley Belanger     | Néo-démocrate   |
|  | Battleford-Cut Knife       | Rudi Peters          | Saskatchewanais |
|  | Cannington                 | Dan D'Autremont      | Saskatchewanais |
|  | Canora-Pelly               | Ken Krawetz          | Saskatchewanais |
|  | Carrot River Valley        | Carl Kwiatkowski     | Saskatchewanais |
|  | Cumberland                 | Keith Goulet         | Néo-démocrate   |
|  | Cypress Hills              | Wayne Elhard         | Saskatchewanais |
|  | Estevan                    | Doreen Eagles        | Saskatchewanais |
|  | Humboldt                   | Arlene Julé          | Saskatchewanais |
|  | Indian Head-Milestone      | Don McMorris         | Saskatchewanais |
|  | Kelvington-Wadena          | June Draude          | Saskatchewanais |
|  | Kindersley                 | Bill Boyd            | Saskatchewanais |
|  | Last Mountain-Touchwood    | Glen Hart            | Saskatchewanais |
|  | Lloydminster               | Milt Wakefield       | Saskatchewanais |
|  | Meadow Lake                | Maynard Sonntag      | Néo-démocrate   |
|  | Melfort-Tisdale            | Rod Gantefoer        | Saskatchewanais |
|  | Melville                   | Ron Osika            | Libéral         |
|  | Moose Jaw North            | Glenn Hagel          | Néo-démocrate   |
|  | Moose Jaw Wakamow          | Deb Higgins          | Néo-démocrate   |
|  | Moosomin                   | Don Toth             | Saskatchewanais |
|  | North Battleford           | Jack Hillson         | Libéral         |
|  | Prince Albert Carlton      | Myron Kowalsky       | Néo-démocrate   |
|  | Prince Albert Northcote    | Eldon Lautermilch    | Néo-démocrate   |
|  | Redberry Lake              | Randy Weekes         | Saskatchewanais |
|  | Regina Centre              | Joanne Crofford      | Néo-démocrate   |
|  | Regina Coronation Park     | Kim Trew             | Néo-démocrate   |
|  | Regina Dewdney             | Kevin Yates          | Néo-démocrate   |
|  | Regina Elphinstone         | Dwain Lingenfelter   | Néo-démocrate   |
|  | Regina Lakeview            | John Nilson          | Néo-démocrate   |
|  | Regina Northeast           | Ron Harper           | Néo-démocrate   |
|  | Regina Qu'Appelle Valley   | Mark Wartman         | Néo-démocrate   |
|  | Regina Sherwood            | Lindy Kasperski      | Néo-démocrate   |
|  | Regina South               | Andrew Thomson       | Néo-démocrate   |
|  | Regina Victoria            | Harry Van Mulligen   | Néo-démocrate   |
|  | Regina Wascana Plains      | Doreen Hamilton      | Néo-démocrate   |
|  | Rosetown-Biggar            | Elwin Hermanson      | Saskatchewanais |
|  | Rosthern                   | Ben Heppner          | Saskatchewanais |
|  | Saltcoats                  | Bob Bjornerud        | Saskatchewanais |
|  | Saskatchewan Rivers        | Daryl Wiberg         | Saskatchewanais |
|  | Saskatoon Eastview         | Judy Junor           | Néo-démocrate   |
|  | Saskatoon Fairview         | Chris Axworthy       | Néo-démocrate   |
|  | Saskatoon Greystone        | Peter Prebble        | Néo-démocrate   |
|  | Saskatoon Idylwyld         | Janice MacKinnon     | Néo-démocrate   |
|  | Saskatoon Meewasin         | Carolyn Jones        | Néo-démocrate   |
|  | Saskatoon Mount Royal      | Eric Cline           | Néo-démocrate   |
|  | Saskatoon Northwest        | Jim Melenchuk        | Libéral         |
|  | Saskatoon Nutana           | Pat Atkinson         | Néo-démocrate   |
|  | Saskatoon Riversdale       | Roy Romanow          | Néo-démocrate   |
|  | Saskatoon Southeast        | Pat Lorje            | Néo-démocrate   |
|  | Saskatoon Sutherland       | Graham Addley        | Néo-démocrate   |
|  | Shellbrook-Spiritwood      | Denis Allchurch      | Saskatchewanais |
|  | Swift Current              | Brad Wall            | Saskatchewanais |
|  | Thunder Creek              | Lyle Stewart         | Saskatchewanais |
|  | Watrous                    | Donna Harpauer       | Saskatchewanais |
|  | Weyburn-Big Muddy          | Brenda Bakken-Lackey | Saskatchewanais |
|  | Wood River                 | Glen McPherson       | Saskatchewanais |
|  | Yorkton                    | Clay Serby           | Néo-démocrate   |

Notes

## Représentation
| Parti    | Parti                      | Membres |
|          | Nouveau Parti démocratique | 29      |
|          | Parti saskatchewanais      | 26      |
|          | Libéral                    | 3       |
| Total    | Total                      | 58      |
| Majorité | Majorité                   | 0       |

Notes

## Élections partielles
Des élections partielles peuvent être tenues pour remplacer un membre pour diverses raisons :
| Circonscription      | Député élu          | Parti           | Date de scrutin | Motif                                                |
| -------------------- | ------------------- | --------------- | --------------- | ---------------------------------------------------- |
| Wood River           | Yogi Huyghebaert    | Saskatchewanais | 2000            | Glen McPherson démissionne                           |
| Regina Elphinstone   | Warren McCall       | Néo-démocrate   | 2001            | Dwain Lingenfelter démissionne en juillet 2000       |
| Kindersley           | Jason Dearborn (en) | Saskatchewanais | 2002            | Bill Boyd démissionne en avril 2002                  |
| Battleford Cut-Knife | Wally Lorenz        | Saskatchewanais | 2003            | Rudi Peters meurt en novembre 2002                   |
| Carrot River Valley  | Allan Kerpan        | Saskatchewanais | 2003            | Carl Kwiatkowski meurt en février 2003               |
| Saskatoon Fairview   | Andy Iwanchuk       | Saskatchewanais | 2003            | Chris Axworthy démissionne pour redevenir professeur |

Notes